# Starý vládní dům (Parramatta)

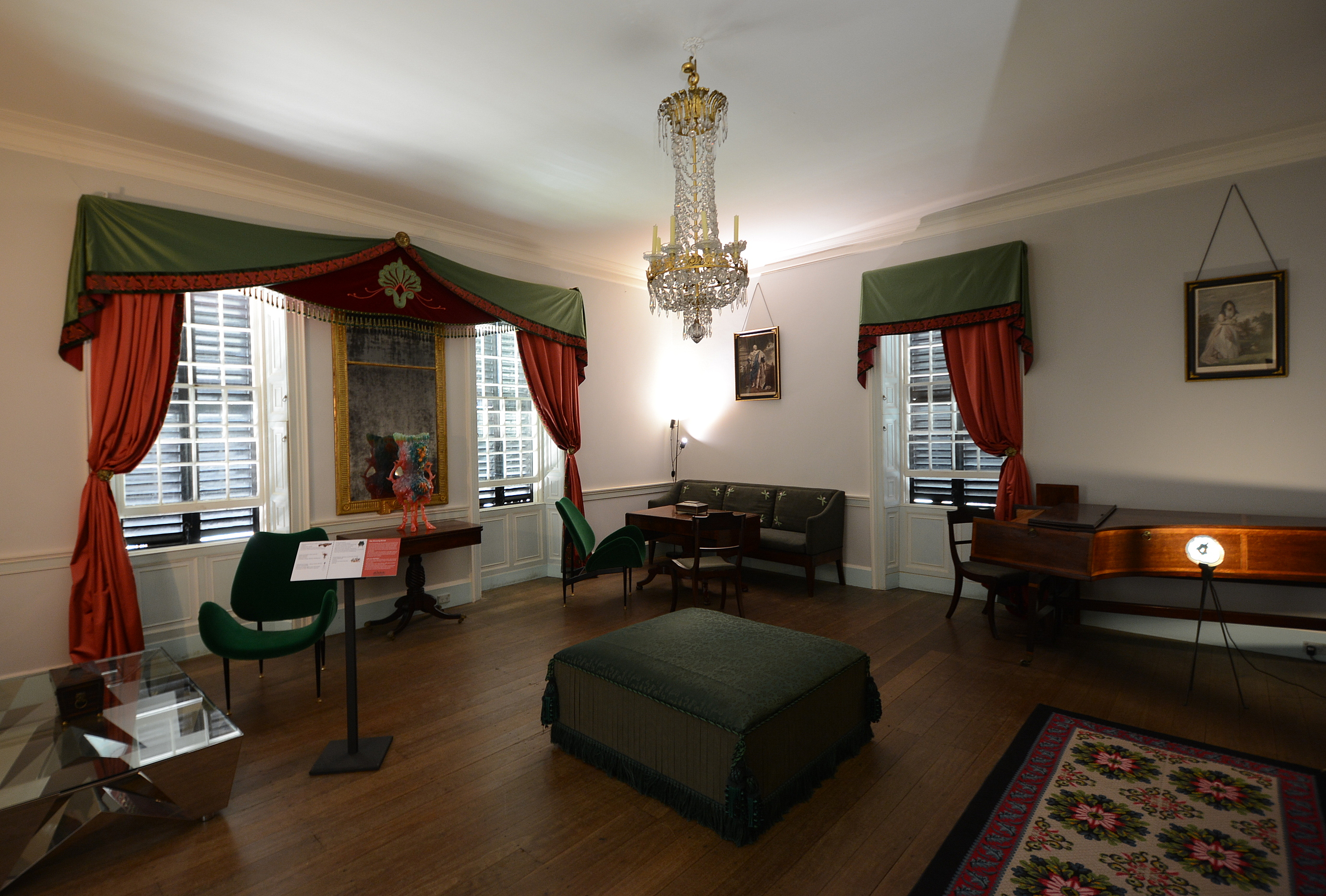
Místnost v domě

Starý vládní dům je bývalá "zemská" rezidence používaná deseti dřívějšími guvernéry Nového Jižního Walesu mezi lety 1800 a 1847. Nachází se v Parramattském parku v Parramattě, nyní předměstí Sydney. Dům je považován za místo národního a mezinárodního významu jako archeologická lokalita. Také to ukazuje, jak se britská říše rozrůstala a jak se vyvíjela australská společnost od roku 1788.
V červenci 2010 byl Starý vládní dům s pozemkem zapsán do Seznamu světového dědictví jako jedna z 11 australských lokalit s významnou souvislostí s dovozem trestanců.
Pozemek, na němž se nemovitost nachází, je nazývána země Darug, domov kmene Burramatta. Existují důkazy o domorodém osídlení místa, jako např. střední vrstvy.

## Historie
Příbytkem prvního guvernéra Nového Jižního Walesu, kapitána Arthura Phillipa, byla stavba vyrobená z plátna a dřeva přivezeného z Anglie s první flotilou a postavená v lednu 1788. Po založení byl "dočasný" vládní dům umístěn na rohu tam, kde je nyní křižovatka ulic Bridge Street a Phillip Street v Sydney.
Hledání zemědělské půdy vhodné k pěstování různých plodin pro potravu nové kolonie vedlo k založení městské části Parramatta a v roce 1790 si postavil guvernér Arthur Phillip svou vlastní rezidenci. Ta, stejně jako mnoho z nejstarších staveb této osady, nebyla nijak robustní stavbou, a protože se dostala do havarijního stavu, byla v roce 1799 stržena. Nicméně byl stanoven precedens pro "venkovskou rezidenci" guvernéra. Další guvernérovy rezidence zahrnovaly dům postavený u Windsoru s výhledem na řeku Hawkesbury (cca 1790) a rezidenci v Port Macquarie (cca 1821), jejíž zbytky jsou dnes stále viditelné.
Špatná kvalita původního domu v Sydney, stejně jako kriminalita a nehygienické podmínky v rostoucím městě Sydney, přesvědčily postupně guvernéry o tom, že je žádoucí venkovská rezidence. V roce 1799 se druhý guvernér John Hunter zbavil pozůstatků sídla Arthura Phillipa a nechal postavit na stejném místě pevnější budovu.
Pozdější (od roku 1815) guvernér Lachlan Macquarie a jeho žena značně rozšířili Hunterův dům a do roku 1818 získalo jejich hlavní sídlo vzhled, který si uchovává dodnes (rozšíření budovy v paládiánském slohu bylo navrženo Macquarieho pomocníkem, poručíkem Johnem Wattsem).
Přístavby na guvernérově pozemku zahrnují poškozený lázeňský dům připisovaný Francisi Greenwayovi (1822), kameny z observatoře postavené pro guvernéra Thomase Brisbanea (1821) a malou farmu postavenou Georgem Salterem v letech 1798–1806, rozšířenou guvernérem Lachlanem Maquariem v roce 1816 o mléčnou výrobu. Tato budova se nyní nazývá mlékárna a je na seznamu dědictví.
Starý vládní dům je zařízený ve stylu počátku 20. let 20. století a je otevřen pro návštěvníky. Nachází se v Parramattě, má 110hektarový park s výhledem na řeku Parramatta a je nejstarší budovou veřejné správy v Austrálii. Důvody jsou zvláště zajímavé, jelikož jsou relativně nerušenou rezervací koloniální éry, která je obklopena největší městskou oblastí Austrálie. Praxe obdělávání půdy "vypalováním" prováděným domorodým kmenem Darug, který kdysi sídlil v oblasti, je zřejmý z některých jizev, které lze vidět na stále ještě stojících stromech (jejich kůra byla odstraněna při stavění kanoí). Bylo zjištěno, že ulity používané k posílení malty používané ve stavbě domu pocházejí z domorodých středních vrstev.[ujasnit]
Starý vládní dům s pozemkem byl zařazen do seznamu australského národního dědictví dne 1. srpna 2007.

## Architektura
Starý vládní dům, stojící na 110 hektarech parku Parramatta, je příkladem přímého přenesení anglických stavebních forem do Austrálie. Obsahuje jediný příklad anglického truhlářství z 18. století v Austrálii v tak vysokém standardu.

## Seznam světového dědictví
V červenci 2010 bylo na 34. zasedání Výboru pro světové dědictví UNESCO rozhodnuto starý vládní dům s pozemkem a dalších deset australských lokalit s významnou souvislostí s přílivem trestanců zapsat na seznam světového dědictví. 